# Relações entre Cuba e Haiti
As relações entre Cuba e Haiti referem-se às relações bilaterais entre os Estados de Cuba e Haiti. Cuba tem uma embaixada em Porto Príncipe e o Haiti tem uma embaixada em Havana.

## História
Em 1959, Cuba e Haiti romperam relações diplomáticas durante a ditadura de François Duvalier. Depois da Revolução Cubana, os Estados Unidos instaram os países membros da Organização dos Estados Americanos a romperem os laços com Cuba, Duvalier foi o primeiro a romper os laços. Em 1977, apesar de não terem relações diplomáticas formais, os países caribenhos assinaram o Acordo de Fronteira Marítima Cuba-Haiti e estabeleceram uma fronteira marítima oficial no porto de Xiangfeng. Jean-Bertrand Aristide e Fidel Castro concordaram em reconstruir as relações em 1997 e, mais tarde naquele ano, a embaixada cubana foi aberta em Porto Príncipe.

## Ajuda e desenvolvimento
Desde o furacão Georges, Cuba tem oferecido assistência médica ao Haiti na forma de médicos, educação e suprimentos médicos. Desde 1998, mais de 3.000 médicos foram enviados ao Haiti e 550 haitianos foram formados na Escola Latino-Americana de Medicina em Havana. Em 2010, há atualmente 567 haitianos estudando na ELAM. De 1998 a 2010, Cuba realizou mais de 207.000 operações, restaurou 45.000 visões, 14,6 milhões de visitas a médicos, ensinou 100.000 pessoas a ler e ajudou a dar à luz 100.000 crianças. Após o terremoto no Haiti em 2010, Cuba foi um dos primeiros países a enviar equipes médicas para visitar centenas de milhares de pacientes e realizar mais de 70.000 operações. Graças à assistência médica de Cuba, foram registradas mudanças na mortalidade infantil e na expectativa de vida no Haiti.

## Haitianos em Cuba
Há 300.000 haitianos cubanos em Cuba, e o crioulo haitiano é a segunda língua mais falada no país. Nos últimos anos, devido aos desastres naturais no Haiti, muitas pessoas chegaram.